# Purepecha jezik
Purepecha jezik (tarasco, tarascan, phorhépecha, porhé; ISO 639-3: tsz), jezik istoimenog plemena (poznatiji pod imenom Taraski, kojim govori 120 000 ljudi (1990) na području meksičke države Michoacán; 40 000 (2005 census).
Jezik se vodi kao izoliran zbog nesrodnosti s bilo kojim drugim jezikom na svijetu. Prema novijim podacima porodica tarascan sastoji se od dva različita purepecha jezika: purepecha [tsz] kojim govori 40 000 ljudi (2005 popis) i purépecha del oeste de las sierras [pua] s 135 000 govornika (2005 popis).

## Vanjske poveznice
- Ethnologue (14th)